# 蒲郡市立ソフィア看護専門学校

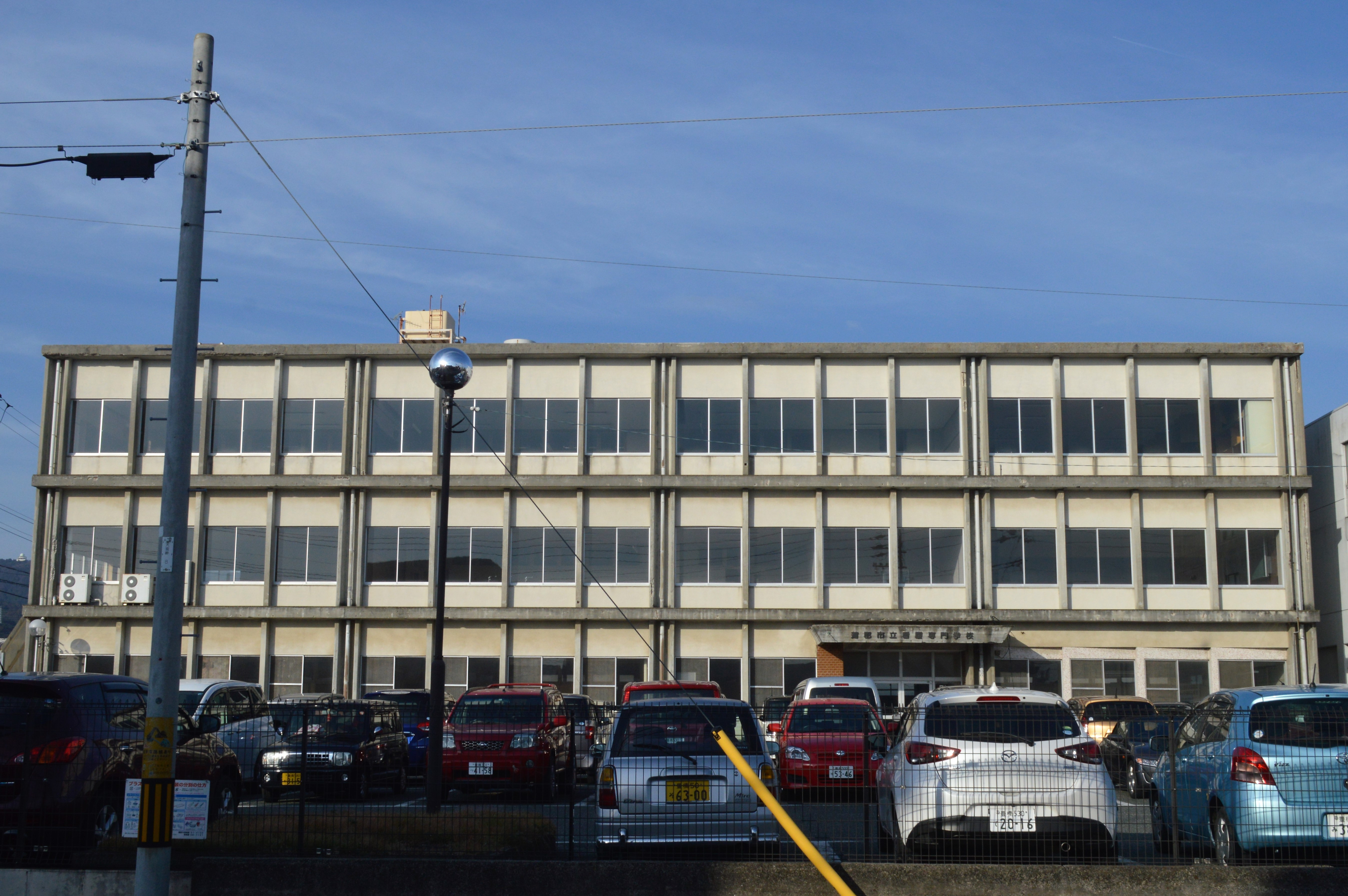
1971年から1999年まで使用された宮成町の建物

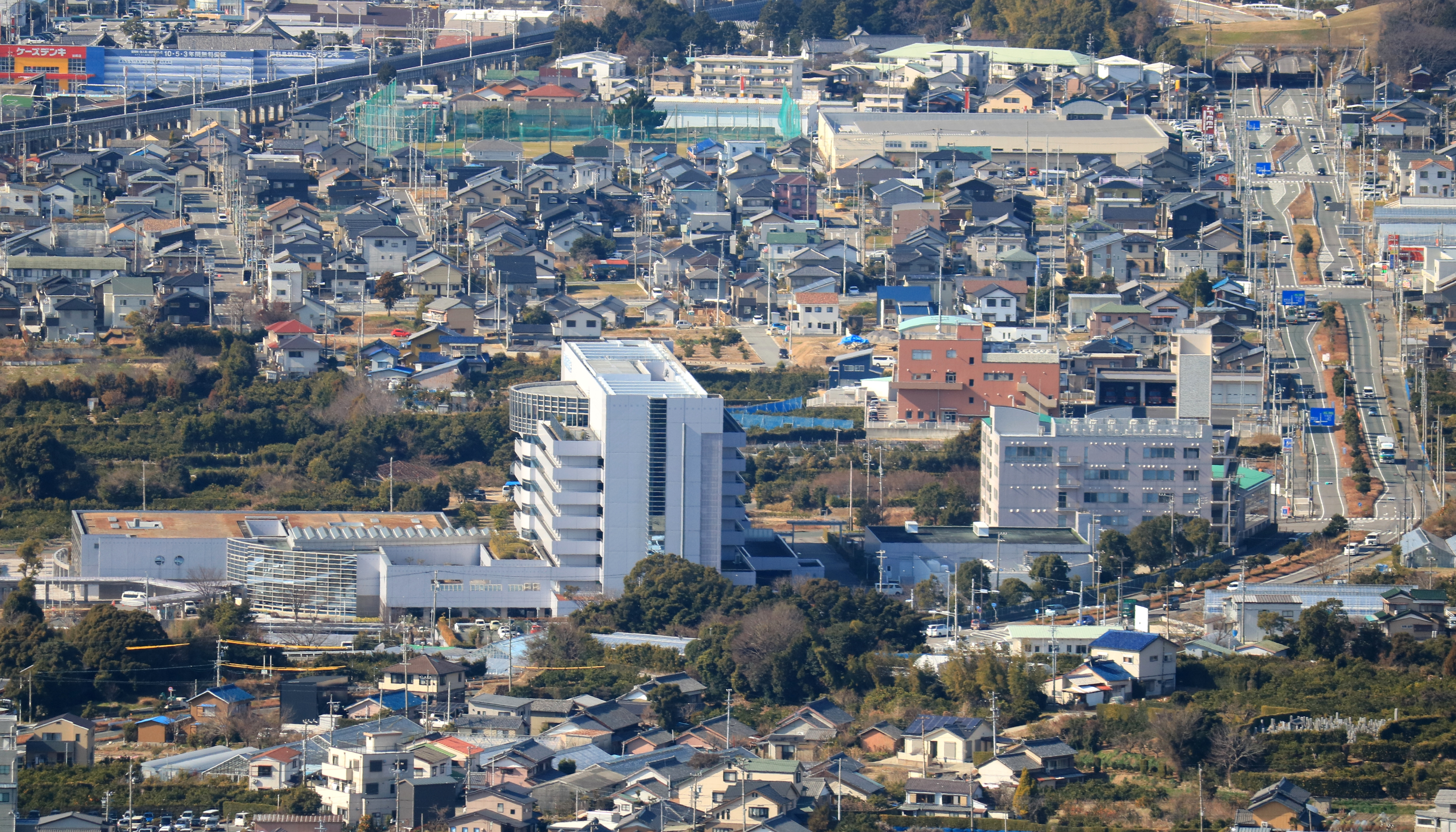
東側の砥神山から望む蒲郡市立ソフィア看護専門学校と南側に隣接する蒲郡市民病院、北側に国道247号（中央バイパス）が通る。

蒲郡市立ソフィア看護専門学校（がまごおりしりつ ソフィアかんごせんもんがっこう）は、愛知県蒲郡市五井町高立田にある看護学校。

## 歴史
1971年（昭和46年）、宮成町の蒲郡市立図書館西側の蒲郡市保健センター（のちに浜町へ移転）内にて2年課程の蒲郡市立高等看護学院として創立された。1979年（昭和54年）4月1日 には蒲郡市立看護専門学校に改称した。1999年（平成11年）には五井町の現在地に移転し、蒲郡市立ソフィア看護専門学校に改称した。宮成町の建物は蒲郡市立図書館別館となり、教育者の金沢嘉市からの寄贈書を集めた「金沢ヒューマン文庫」が設置されている。

### 年表
- 1971年（昭和46年）9月1日 - 蒲郡市立高等看護学院（2年課程定時制）として開校。
- 1979年（昭和54年）4月1日 - 蒲郡市立看護専門学校（2年課程定時制）に改称。
- 1999年（平成11年）3月 - 2年課程定時制の募集を停止。
- 1999年（平成11年）4月1日 - 蒲郡市民病院の移転に伴い、市民病院北隣に蒲郡市立ソフィア看護専門学校として開校。3年課程全日制に変更。
- 2001年（平成13年）3月 - 2年課程定時制を廃止。

## 特徴
蒲郡市民病院敷地北側に隣接している。実習は同病院や豊川市民病院でも実施される。
3年制課程全日制で1学年40人定員である。
未来に向かい看護の知恵を身につけて欲しいと期待し、ギリシャ語で「叡智」「知恵」を意味する「ソフィア」を名称に取り入れた。

## 学部・学科
- 看護学科（全日制・3年制課程）

## 年間行事
- 4月 - 入学式
- 7月 - オープンキャンパス
- 8月 - ジュニア・オープン・キャンパス（蒲郡市内小学校5・6年生および中学生の体験入学会）
- 10月 - 学校祭（2日間のうち1日間は一般公開される）
- 11月 - 4月に入学した1年生の戴帽式
- 3月 - 卒業式

## 交通アクセス
- 名鉄バス「看護学校前」または「蒲郡市民病院前」バス停下車。